# Aniołów (Częstochowa)
Aniołów – osiedle w Częstochowie wchodzące w skład dzielnicy Wyczerpy-Aniołów. Od strony wschodniej płynnie przechodzi w Wyczerpy Dolne. Od zachodu sąsiaduje z Laskiem Aniołowskim. Nieco na południe od Aniołowa położony jest Kamień.
Przez osiedle przebiega linia kolejowa nr 1 z przystankiem Częstochowa Aniołów.
Nazwa osiedla pochodzi od Wąwozu Aniołów, który oddzielał wzgórze Kamień od nieistniejącego obecnie wierzchołka Kawiej Góry (w latach 70. XX wieku wzgórze to zostało zlikwidowane przy okazji budowy alei Wojska Polskiego).

## Historia
Od 1867 roku Aniołów należał do gminy Grabówka. W Słowniku geograficznym Królestwa Polskiego z końca XIX wieku Aniołów jest opisany jako folwark położony nad Wartą liczący 8 domów i 57 mieszkańców. W tym samym słowniku jest również wspomniany jako nomenklatura Wyczerp Dolnych.
W 1896 roku Władysław Sachs założył w Aniołowie zakłady chemiczne. Wkrótce w sąsiedztwie zakładów wykształciła się osada fabryczna.
Aniołów został włączony do Częstochowy w latach 1928–1930. Ustawy dotyczące rozszerzenia granic miasta wprawdzie nie wymieniają Aniołowa wprost, jednak wymieniają pobliski Kamień, a granica miasta po tych rozszerzeniach przebiegała wzdłuż granicy folwarku Wyczerpy Dolne. Ponadto na mapie z 1931 roku Aniołów znajduje się już w granicach Częstochowy.

## Parafia rzymskokatolicka
Od 1950 roku obszar Aniołowa przynależy do rzymskokatolickiej parafii Opatrzności Bożej. 

## Sport
W dzielnicy działał Klub Sportowy Błękitni Aniołów założony w 1934 r. Jego działalność wspierały Zakłady Chemiczne. W sezonie 1937/1938 drużyna piłkarska występowała w rozgrywkach częstochowskiej klasy A (III poziom rozgrywek piłkarskich). W 1945 r. drużyna walczyła o mistrzostwo OZPN w Częstochowie. W latach 1957–1958 zespół w występował w częstochowskiej B Klasie Gr. IV (V poziom). W sezonie 1989/1990 klub występował w klasie wojewódzkiej (IV poziom), w latach 2001-2003 i 2009-2013 w częstochowskiej B klasie, a w latach 2003-2009 w klasie A (VII poziom).